# Балканская, Мими
Мими Балканская (болг. Мими Михайлова Балканска, 23 июня 1902 (по другим данным 22 июля), Русе — 22 мая 1984, София, Болгария) — болгарская певица, артистка оперетты и  оперы. Народная артистка НРБ (1950), Герой Социалистического Труда НРБ (1975).

## Биография
Мими Балканская родилась в Русе в семье Михаила Балканского. Её дед, торговец, фабрикант и меценат Николай Балканский, был двоюродным братом и соратником одного из организаторов национально-освободительного движения в Болгарии против турецкого господства Георгия Раковского. При рождении девочке дали имя Руска, но в школу отец записал её по домашнему прозвищу «Мими».
Девочке было семь лет, когда умер отец, и мать с тремя детьми переехала в Софию. Будучи гимназисткой, в 1914—1917 гг. училась игре на фортепиано у Генриха Визнера и пению у Пенки Торомановой. Позже совершенствовала вокал в Берлине и Вене.
В 1916 году, чтобы заработать на оплату уроков, попыталась поступить по конкурсу в группу хористов вновь созданного болгарского театра оперетты, но провалилась. По совету артиста Петко Атанасова позднее снова пробовалась на место солистки с более подходящей арией и была принята. В молодости играла на фортепиано на показах немых фильмов.
В 1920-х годах Балканская стала первой болгаркой, серьёзно игравшей в футбол в Болгарии. Тренировалась в столичном клубе «Славия», участвовала вратарьем в матчах певцов против артистов, сформировала команду, была боковым судьей на благотворительном матче.
В 17 лет дебютировала в театре «Ренессанс» в роли Лори в оперетте Кальмана «Фея карнавала». Миниатюрную артистичную красавицу с небольшим, но приятным сопрано, благосклонно приняли критики и публика. Сценическая карьера в амплуа субретки, а потом и героини, стремительно развивалась и к расцвету в 30-40-х годах Балканская считалась главной опереточной дивой Болгарии. Певица оставила сцену в 1968 году.
В театре Балканская встретилась со своим первым мужем, известным тенором Иваном Цачевым. Этот брак способствовал карьере Балканской, но был недолгим: певец решил начать оперную карьеру в Германии. Цачев получил место в Дрезденском оперном театре, а Мими, хотя и понравилась немецкой публике, через три месяца предпочла вернуться в Болгарию. Со вторым мужем врачом Кирилом Марковым Балканская разошлась из-за его измены. Певице приписывают множество любовных связей со знаменитостями, но большинства из них, в том числе романов с Кемалем Ататюрком, Александром Стамболийским и Георгием Димитровым, в реальности не было. В возрасте 51 года певица встретилась с актёром Тодором Младеновым, который был младше её на 24 года. Балканская и Младенов прожили в гражданском браке 16 лет, до смерти Младенова в 1967 году от рака желудка.
Балканская умерла в Правительственной больнице в Софии после операции на желчном пузыре.

## Творческая деятельность
За 45 лет сценической карьеры Балканская сыграла более трёхсот ролей, среди них все женские роли в «Королеве чардаша» (Сильва, Стаси, Цецилия), Марица и Лиза в «Марице», Ганна Главари и Валансьенна («Весёлая вдова» Ф. Легара), главные роли в опереттах «Мадемуазель Нитуш» Ф. Эрве, «Бал в Савойе» П. Абрахама, «Страна улыбок» Ф. Легара, «Перикола» Ж. Оффенбаха и другие.
В содружестве с другими деятелями оперетты участвовала в учреждении Кооперативного театра оперетты в 1922 году, в котором служила до 1938 года и неоднократно гастролировала по европейским странам. С 1938 по 1942 год была ведущей актрисой в театре «Одеон». В 1942 стала одной из основателей Художественного театра оперетты в Софии и была его режиссёром и директором до преобразования в 1946 году. В репертуаре театра были классические венские оперетты, советские и болгарские произведения. Балканская играла во всех спектаклях, которые ставила. В 1946 софийский театр оперетты был преобразован в Национальный театр оперетты, а в 1948 национализирован и получил новое название «Государственный музыкальный театр имени Стефана Македонского». В этом театре актриса служила до завершения карьеры.
Мими Балканская снялась в кино: в роли молодой дамы в короткометражном фильме «Vesela Bulgaria» (1928) и в эпизоде в фильме «Отпуск репортёра» (1964).

## Награды
- Герой Социалистического Труда (1975)[12]
- Орден «Красное Знамя Труда» (1959)
- Орден «Кирилл и Мефодий» I степени
- Димитровская премия (1950)
- Народная артистка НРБ (1950)
- Заслуженная артистка НРБ (1949)

## Память
Имя Мими Балканской носит конкурс молодых исполнителей оперетты и мюзикла в Софии, основанный в 1998 году и в 2016 году ставший международным. Именем певицы названы улицы в Софии и Русе.
К столетнему юбилею болгарской оперетты и 70-летию Национального музыкального театра 19 декабря 2018 года выпущена памятная почтовая открытка. Тираж коллекционной открытки 613 экземпляров, на ней изображены логотип театра и портреты трёх артистов, ставших символами болгарской оперетты: Мими Балканской, Ангела Сладкарова и Стефана Македонского (художник Мая Стайкова).